# Thomintarra
Thomintarra es un género de insecto de la familia Tineidae.